# Kid Vinil & Os Heróis do Brasil
Kid Vinil & Os Heróis do Brasil é um álbum de rock lançado em 1986, sendo o único gravado por Kid Vinil com sua banda, chamada "Os Heróis do Brasil", que contava, entre outros, com o renomado guitarrista André Christovam.
A música "Sem Whisky & Sem My Baby", seria relançada pelo André Christovam na reedição em cd de seu álbum debut - Mandinga, de 1989.
O álbum foi considerado pelo site Scream & Yell como uma das "10 pérolas raras do Rock Brasil anos 80".

## Faixas
| Lado A |                                                   |                                                         |         |  |
| N.º    | Título                                            | Compositor(es)                                          | Duração |  |
| 1.     | "Sem Whisky & Sem My Baby"                        | André Christovam                                        |         |  |
| 2.     | "Conta da Light (Versão de "Everybody's Moving")" | Jipp Willis (Versão em port.: Roque o azarado/G. Glenn) |         |  |
| 3.     | "Trilha da Perdição (Versão de "Lost Highway")"   | L. Payne (Versão em port.: André Christovam)            |         |  |
| 4.     | "Se Liga Meu Chapa"                               | André Christovam                                        |         |  |
| 5.     | "Independência ou Morte"                          | André Christovam                                        |         |  |

| Lado B |                                            |                  |         |  |
| N.º    | Título                                     | Compositor(es)   | Duração |  |
| 6.     | "Fútil Rock'n Roll (Part. Esp.: Rita Lee)" | André Christovam |         |  |
| 7.     | "Assassinato Anônimo"                      | André Christovam |         |  |
| 8.     | "Carne de Pescoço"                         | André Christovam |         |  |
| 9.     | "I.N.P. Rock (I.N.P. Blues)"               | Jipp Willis      |         |  |

## Créditos Musicais
- Kid Vinil - Vocais
- André Christovam - Guitarras
- Nilton Leonarde - Baixo Elétrico
- Kuky Stolarski - Baterias
- Ary Walder Holland - Teclados
- Roberto de Carvalho - Produção